# Грнчарство
Грнчарство је једно од најстаријих заната којима се човек бави од давнина. Основни поступак је да се изабере одговарајућа врста земље која се потом помеша са водом и добро премеси. Добија се тестаста маса која се потом обликује у различите облике.
Грнчарија су производи посуде од печене глине. Производња грнчарије назива се грнчарство. Дефиниција грнчарије коју користи Америчко друштво за тестирање и материјале је „сви печени керамички производи који садрже глину, осим техничких, структурних и ватросталних производа.” Грнчарски производи су печени керамичарски радови различите боје од различитих врста глина. Они могу бити глазирани или пак неглазирани, а стварају се ручно на грнчарском кругу, али и одливањем у калупима. Они се пеку у разним типовима пећи. Типични грнчарски производи су;
- теракота – неглазиране вазе, скулптурице, посуде за цвеће...
- мајолика – украсни предмети, посуде, вазе које су украшаване покривном оловном глазуром...
- лонци за кувањ – који не смеју да имају оловну глазуру која је отровна...
- керамика за завршне радове у грађевинарству- разни рељефи и сл.
- каљеви и делови за израду пећи...

Грнчарија је један од најстаријих људских изума, који води порекло из неолитског периода, са керамичким објектима попут оних из Граветијенске културе. Фигура Вестонишке Венере откривена у Чешкој и датира уназад до 29.000–25.000. п. н. е. Грнчарске посуде које су откривене у Ђангси у Кини су из периода око 18.000. п. н. е. Рана неолитска грнчарија је нађена на местима као што су Џомон Јапан (10.500. п. н. е.), Руски далеки исток (14.000. п. н. е.), подсахарска Африка и Јужна Америка.
Најстарији производи су били ручно формирани, украшавани су жлебовима и нису били глазирани, а касније су били израђивани на грнчарском кругу који се покретао руком или ногом и био је познат у предњој Азији и Египту пре 3.500. године п. н. е, а у Европи пре 1.000. године п. н. е. Код словенске керамике се одомаћио тек у 11–12. веку. Производи су били глазирани и осликани. У грнчарству су се прославили углавном Грци. Средњовековна грнчарија се изравнавала са савременим грнчарским производима уметничких заната. Посуде племенитих форми су биле украшаване жлебовима и пластичним украсима које су биле стваране утискивањем форми које су били од људских и животињских главица до плодова малина. У новије време оживљава грнчарска декоративна пластика.
Грнчарија се прави формирањем керамичких (обично глинених) објеката жељеног облика и њиховим загревањем до високих температура у килну, чиме се уклања сва вода из глине, и индукују се реакције које доводе до перманентних примена. Тиме се повећава јачина и тврдоћа, и устаљује се облик. Глинено тело се може декорисати пре или након печења. Пре процеса обликовања, глина се мора припремити. Мешење помаже у осигуравању равномерне влажности у целокупној маси. Ваздух заробљен унутар глинене масе се мора уклонити. То се назива „деоваздушавањем” и може се остварити било помоћу машине зване вакуумски паг или ручно путем мешења. Мешење исто тако може да помогне у остваривању равномерног садржаја влаге. Након припреме глинене масе, она се обликује применом мноштва техника. Након обликовања, предмети се суше и затим пеку.

## Терминологија
У српском језику данас се користе три различита термина за израду предмета од печене глине. То су лончарство, грнчарство и керамика. Ови термини који су иначе различитог порекла не само да су одомаћени у свакодневној употреби већ и у литератури.
Грнчар
Грнчар је данас, уобичајен термин за мајстора који израђује предмете од глине и пече их у посебној грнчарској пећи, како код градских тако и код сеоских занатлија.
Према подацима које је прикупио Трубачев, грнчар – гончар је био назив за израђивача глинених посуда у свим источнословенским језицима, док се у јужнословенској варијанти, иначе веома богатој по оригиналности налази и именица „лончар, каснијег порекла (1опьсь), која према овом аутору представља својеврсну културну иновацију, насталу према форми речи „грнчар”.
Како се некада глина газила ногама, а потом млела у ручним пресама, што је био веома тежак и доста прљав посао, грнчаре су често називали „каљавци“.
Лончар
Лончар је најстарији термин у јужнословенској варијанти језика и у употреби је у пиротском, потпећком али и другим крајевима Србије. Један од најстаријих лочарских еснафа у Србији, био је онај основан у Пироту под називом „Лочарски еснаф у Пироту” још 1840. године.
Ипак треба допустити могућност и да каснији назив „лончар“ заправо указује на диференцијацију у оквиру грнчарског заната, одвајањем израђивача посуда у засебну групу, или пак поделу према врсти посуда.
Керамичар
Термин „керамика“ је новијег датума. Судећи по појединим сачуваним називима, изгледа да се назив „грнчар” односио не само на произвођаче посуда, већ и остале керамике, и као такав остаје дуго у употреби. Материјални налази и нешто каснији називи, у вези обраде керамике указују макар на две основне групације: грнчаре који су производили посуђе и друге предмете и грнчаре – керамичаре, који производе техничку грнчарију, попут цеви, опеке или плочице.

## Фазе производње
Глинени производи попримају различите физичке карактеристике током израде керамике.
- Предмети од сирове глине. При довољном садржају влаге, предмети су у овом стању веома пластични (они су мекани и савитљиви, и стога се могу лако деформисати при руковању).
- Отврднути глинени предмети су делимично осушени. У овој фази глинени предмети имају око 15% влаге. Они су у овом стању веома чврсти и малој мери флексибилни. Обрезивање и додавање ручке се обично врше у овој фази.
- Потпуно исушени предмети имају садржај влаге од или близу 0%. Они су спремни за третман у пећи.
- Бисквит[13][14] се односи на глину након што је предмет обликован у жељену форму и испечен у пећи први пут, што је познато као „бисквитно печење”. Овим се глинени предмет мења на неколико начина. Минералне компоненте глине подлежу хемијским променама чиме се мења боја глине.
- Глазурно печење је финална фаза у производњи дела грнчарије. Глазура се може применити на бисквитну форму и предмет се може декорисати на неколико начина. Након тога предмет се „глазурно пече”, што узрокује топљење глазурног материјала, и његово приањање за предмет. Глазурно печење исто тако још више отврдњава предмет пошто се хемијски процеси у глини настављају.

## Глина и минерални садржај
Постоји неколико материјала који се називају глином. Својства по којима се разликују су:
пластичност, малеабилност тела; мера у којој они апсорбују воду; и скупљање, мера у којој се њихова величина редукује након уклањања воде. Различите глине се разликују по начину на који оне одговарају на печење. Глинени предмети се могу украсити пре печења. Пре неких процеса обликовања, глина се мора припремити. Различите глине се састоје од различитих типова и количина минерала што одређује карактеристике резултирајуће грнчарије. Могу да постоје регионалне варијације у својствима материјала који се користи за продукцију грнчарије, и то може да доведе до робе која је јединствена за дати локалитет. Устаљена је пракса да се глина и други материјали мешају да би се произвели глинени предмети подесни за специфичне сврхе. Заједничка компонента глинених предмета је минерал каолинит. Друга минерална једињења у глини могу да делују као флуксови који снижавају температуру витрификације предмета. Ово је списак различитих типова глине који се користе за грнчарију.
- Каолинит, се понекад назива кинеском глином, јер је први пут кориштен у Кини. Користи се за порцелан.
- Бол глина је екстремно пластична, ситнозрна седиментарна глина, која може да садржи извесну количину органске материје. Мале количине се могу додати у порцелан да би се повећала пластичност.
- Ватростална глина има нешто нижи проценат флуксова од каолинита, али је обично сасвим пластична. Она је топлотно високо отпорна форма глине, која се може комбиновати са другим глинама да би се повећала температура печења и може се користити као састојак за прављење високотемпературних типова керамике.
- Високотемпературна глина је подесна за прављење високотемпературне керамике. Ова глина има многе карактеристике ватросталне и бол глине, има финија зрна попут бол глине, али је отпорнија на топлоту попут ватросталне глине.
- Обична црвена глина и шкриљаста глина садрже биљне и жељезно-оксидне нечистоће, што их чини корисним за израду цигле, али су генерално неподесне за грнчарију изузев под специјалном условима одређених депозита.[16]
- Бентонит је екстремно пластична глина која се може додати у малим количинама другим врстама глине да би се побољшала пластичност.

## Методи обликовања
Грнчарија се може обликовати на више начина међу којима су:
- Ручно обликовање је најранији метод формирања предмета од глине. Предмети се могу ручно конструисати из глинених намотаја, комбиновањем са равним глиненим плочама, удубљивањем глинених кугли или неком комбинацијом тих приступа. Делови ручно направљених посуда се обично спајају помоћу шликера, водене суспензије глине. Глинени предмет се може украсити пре печења. Пре појединих процеса обликовања, глина се мора припремити као што је случај са посуђем. Поједини стурдијски грнчари сматрају да је ручно обликовање примереније креирању јединствених уметничких радова.

- Грнчарско коло. У процесу обраде са грнчарским колом (који се у енглеском језику назива throwing, што потиче од староенглеске речи thrawan са значењем „окретати“ или „обртати“,[17]) глинена кугла се ставља у центар обртног точка, званог грнчарско коло, који грнчар окреће стопалом или електричним мотором променљиве брзине. При овом процесу ротирајућа мекана маса глине се обликује притискањем, стискањем и нежним извлачењем навише и ка спољашњости ради формирања шупљих предмета. Први корак је притискање округле глинене кугле наниже и ка унутра ради остваривања перфектне ротационе симетрије, што се назива „центрирањем”, и то је најважнија вештина коју је потребно савладати пре следећих корака: отварање (прављење централне шупљине у чврстој глиненој кугли), прављење пода (прављење равног или заокруженог дна унутар посуде), извлачење (повлачење навише и обликовање зидова до равномерне дебљине), и обрезивање или скидање (уклањање сувишне глине при рафинацији облика или ради формирања стопала).

Знатна вештина и искуство су неопходни за прављење лонаца прихватљивог квалитета, и док посуде могу да имају високу уметничку вредност, репродуктивност метода је мала. Због њених наследних ограничења, ова техника се може користити једино за прављење посуда са радијалном симетријом на вертикалној оси. Оне се могу изменити путем утискивања, испупљивања, резбарења, жлебљења, и засецања. Осим грнчарових руку ове технике користе алате, укључујући лопатице, наковње и ребра, и оне специфично дизајниране за сечење или пробадање као што су ножеви, алати за полирање, игле и жице. Глинени предмети се могу додатно модификовати причвршћивањем ручки, поклопаца, стопала и заперака.
- Гранулатно пресовање: Као што име сугерише, ово је операција обликовања грнчарије пресовањем глине у семисувом и гранулисаном стању у калупе. Глина се пресује у порозне калупе кроз које се вода пумпа од високим притиском. Грануларна глина се припрема путем спрејног сушења чиме се формира фини и слободно проточни материјал са садржајем влаге између 5 и 6%. Гранулатно пресовање, такође познато као пресовање праха, је у широкој примени у производњи керамичких плочица и, све више, плоча.
- Инјекционо ливење: Ово је процес формирања облика за индустрију посуђа који је базиран да методу успостављеном пре дуго времена за формирање термопластике и неких металних компоненти.[19] Он је познат под називом Порцеланско инјекционо обликовање, или PIM (енгл. Porcelain Injection Moulding).[20] Овај процес је подесан за масовну продукцију предмета комплексних облика. Једна значајна предност ове технике је да омогућава продукцију чаша, укључујући дршку, у једнократном процесу, и стога елиминише операцију додавања дршке и омогућава формирање јаче везе између шоље и дршке.[21] Маса којом се пуне калупи је смеша од око 50 до 60% непечене масе у облику праха, заједно са 40 до 50% органских адитива који се састоје од везива, лубриканата и пластификатора.[20] Ова техника није тако широко коришћена као друге методе обликовања.[22]
- Обрада џигером и џолијем: Ове операције се изводе на грнчарском колу и омогућавају скраћивање времена неопходног за формрање посуђа стандардног облика. Обрада џигером је операција при којој се обликовани алат доводи у контакт са пластичним глиненим комадом током формирање, који је постављен у ротирајући гипсани калуп на колу. Џигерски алат обликује једно лице док калуп обликује друго лице. Обрада џирегом се користи једино у продукцији равног посуђа, као што су тањири, док се слична операција, обрада џолијем, користи у продукцији посуђа са отвором као што су шоље. Ове две операције су кориштене у продукцији грнчарије од 18. века. У индустријској производњи великих размера, ове операције су обично аутоматизоване, што омогућава њихово обављање применом полуобучене радне снаге.
- Машина са ваљком: Ова машина се користи за обликовање жица на ротирајућем калупу, попут обраде џигером и џолијем, али при чему су ротациони алати за давање облика замењени фиксним профилом. Алат за ротационо обликовање је плитки конус који има исти дијаметар као и посуда која се формира и обликован је жељену форму. Посуде се могу на овај начин обликовати користећи релативно неквалификовану радну снагу, у једној операцији са брзином од око дванаест комада у минуту, мада то варира у зависности од величине предмета који се праве. Ове машине је развила фирма Service Engineers у УК непосредно након Другог светског рата, и оне су брзо нашле примену у производним постројењима широм света. Оне и данас представљају доминантни метод за продукцију посуђа.[23]
- Ливење притиском: Специјално развијени полимерни материјали се користе за израду калупа који су отпорни на спољашње притиске до 4,0 MPa – што је знатно више од гипсаних калупа код којих капиларне силе одговарају притиску од око 0,1–0,2 MPa. Висок притисак омогућава знатно брже ливење и стога брже производне циклусе. Осим тога, примена ваздуха под високим притиском кроз полимерне калупе након вађења одливка значи да се циклус може да започне одмах у истом калупу, за разлику од гипсаних калупа који захтевају дуготрајно сушење. Полимерни материјали имају много већу издржљивост од гипса и стога је могуће постићи облике производа са бољим димензионим толеранцијама и далеко дужим трајањем калупа. Ливење под притиском развијено је 1970-их година за производњу санитарне опреме, а у скорије време је нашло примену у изради стоног прибора.[24][25][26]
- РАМ пресовање: Овај метод се користи за обликовање посуђа пресовањем глиненог диска између две порозне плоче у жељени облик. Након пресовања компресовани ваздух се продувава кроз поре и тиме се ослобађа одливак.
- Слип ливење: Овај приступ је идеално прилагођен прављењу предмета који се не могу формирати путем других метода обликовања. Маса за ливење се прави мешањем глине са водом. Она се сипа у високо апсорптивни гипсани калуп. Вода бива апсорбована калупом остављајући слог глине који покрива унутрашње површине и поприма унутрашњи облик калупа. Сувишна ливна маса се одлива из калупа, који се затим отвара и одливак се одваја. овај метод ливења налази широку примену у изради санитарних производа и такође се користи за израду мањих предмета, као што су компликоване детаљне фигурине.

## Археологија
Истраживање керамике може да помогне у стицању увида у древне културе. Керамика је издржљива, а бар фрагменти често преживе дуго након што артефакти израђени од мање издржљивих материјала пропадну до те мере да су непрепознатљиви. У комбинацији са другим доказима, истраживање артефаката керамике је од помоћи у развоју теорија о организацији, економском стању и културном развоју друштава која су произвела или стекла керамику. Истраживање керамике такође може да омогући извлачење закључака о свакодневном животу културе, религији, друштвеним односима, ставовима према суседима и сопственом свету, као и о начину на који култура схвата универзум.
Хронологије засноване на грнчарству често су есенцијалне при датирању култура које нису имале писмо, а често су од помоћи и у давању историјских култура. Анализа елемената присутних у траговима, углавном помоћу неутронске активације, омогућава прецизно идентификовање извора глине. Термолуминисцентно тестирање се користити за процену датума последњег пуцања. Испитивањем грнчарских остатака из преисторијског доба, научници су сазнали да приликом печења на на високим температурама, жељезни материјали у глини бележе тачно стање магнетског поља Земље у датом тренутку.

## Историја

### Грнчарство на тлу средњовековне Србије
Према археолошким подацима, а на основу обележја грнчарије, трагова грнчарске делатности на терену и појединачним поменима, утврђено је да се поједини центри у Србији, налазе на поседима манастира, попут Студенице, Сопоћана. Милешеве, Градца, Бање, или св. Арханђела, и др., а важније радионице лоциране су и у околини значајних утврђених насеља: Новог Брда, Крушевца, Сталаћа, Београда,
Смедерева и Ниша. Досадашња испитивања новобрдске керамике указују и да је иста печена на температурама 800-900°, те да је рад локалних радионица. Сличне температуре у сличном временском периоду бележи се између осталих и на локалитету Рељина градина (Рас).315 Важност глинених посуда, као ватросталног техничког материјала у металургији, али и у свакодневној употреби, можда је додатно условила и успостављање локалних радионица, у близини растућих рударских насеља у средњовековној Србији.
У 14. и 15. веку грнчарски занат не само да је био толико развијен да је свако веће насеље имало своју радионицу која је снабдевала локално становништво, већ се у то време, истиче и рад радионица у близини престолница. На основу налаза керамике у Крушевцу, и њеног поређења са оном из Сталаћа, у ком се претпоставља постојање грнчарске радионице, а у ком је или у чијој близини је постојала и посебна радионица, која је радила и само за властелу, претпоставља се да је ових радионица било и у самом Крушевцу или у његовој непосредној близини. Са пресељењем престолнице и двора, из Крушевца у Београд, нов стил се јавља паралелно и у Београду и касније Смедереву, до чега долази и услед пресељавања дела занатлија, па и грнчара у нови стони центар. У коликом проценту су се грнчари јављали у оквиру мајсторских села, посвећених једном занату, није познато, али о њиховом постојању сведоче топоними.
Проналаском грнчарског точка поступак израде предмета који су округли је веома убрзан. То се пре свега односи на посуде као што су вазе, лонци и сл... 
По завршетку израде предмета, исти се оставља у хладовину, на промају, да се суши. Ако се жели добити глазура и боја на готовом производу, онда се он премазује, осликава, материјалима који имају функцију боје. Грнчарија се потом пече у специјалним пећима (на дрва - примитивније или електричну струју - модерније). У зависности од технологије печења и величине предмета, оно може трајати од неколико сати до неколико дана.
После печења, хлађење мора бити поступно да предмети не би попуцали. То се и поред највеће пажње ипак дешава, а обим штете, зависи од вештине грнчара који то ради.
У Србији је најпознатија грнчарија из околине Ужица. Недалеко од Ужица у селу Злакуса постоји веома квалитетна глина која се мешањем са кварцним млевеним каменом користи за израду лонаца, пека (тепсија за месо)... Надалеко је чувен војнички пасуљ, свадбарски купус и други ужички специјалитети печени у тој грнчарији јер тиме добијају посебан укус.
Постоји велики број уметника који се баве грнчаријом. Они себе називају керамичарима.
Најфинији тип грнчарије је порцелан, који је најтежи за израду, најфинији и најскупљи. Чувен је чешки и кинески порцелан.
Грнчарска слава
Лончарска слава је на тлу Србије Свети Спиридон, која увек пада у оквиру божићног поста 12/25. децембра и непокретан је празник. Поред грнчара, овог свеца славе и неки други еснафи (мутавџије, ткачи и ковачи).

## Галерија
- Предмет са поставке Народног музеја у Пожаревцу
- Предмет са поставке Народног музеја у Пожаревцу
- Предмет са поставке Народног музеја у Пожаревцу
- Предмет из збирке грнчарија Народног музеја у Лесковцу. Припада етнолошком одсеку.
- Грнчарски производи из нишког краја
- Посуде за припрему и сервирање хране